# انتخابات الرئاسة الأيسلندية 2020
انتخابات الرئاسة الأيسلندية 2020 هي انتخابات رئاسية جرت في 27 يونيو 2020، في آيسلندا، لانتخاب رئيس إيسلندا.
فاز بالانتخابات جودني يوهانسون، وحصل على 150,913 صوتاً، وقد بلغت عدد الإصوات المشاركة في الانتخابات 168,821 صوتاً.

## المرشحين
| المرشح                      | الحزب       | عدد الأصوات | عدد المقاعد |
| --------------------------- | ----------- | ----------- | ----------- |
| جودني يوهانسون              | سياسي مستقل | 150,913     |             |
| Guðmundur Franklín Jónsson ‏ | سياسي مستقل | 12,797      |             |